# Джарджава (річка)
Джарджава (рос. Джарджава, крим. Cer Cava, Джер Джава),  — річка в Україні, у Ленінському районі Автономної Республіки Крим.

## Опис
Довжина річки 7,29 км, найкоротша відстань між витоком і гирлом — 6,61  км, коефіцієнт звивистості річки — 1,10 . Формується декількома безіменними струмками та загатами.

## Розташування
Бере початок на південно-східній стороні від села Октябрське біля автошляху М17 (Автомобільний шлях міжнародного значення на території України, Херсон — Джанкой — Феодосія — Керч — державний кордон із Росією. Тече, практично, точно на схід, впадає у Керченську протоку в історичному районі Керчі Цементній Слобідці біля Кримського моста.

## Цікавий факт
- Неподалік від гирла річки розташована Фортеця Керч.